# Паралімпійські ігри (монета)
«Паралімпі́́йські і́гри» — пам'ятна монета номіналом 2 гривні, випущена Національним банком України, присвячена XIV літнім Паралімпійським іграм, що проходили в місті Лондоні 2012 року.
Монету введено в обіг 20 серпня 2012 року. Вона належить до серії «Спорт».

## Опис монети та характеристики
| Номінал грн. | Метал      | Маса, г | Діаметр, мм | Якість виготовлення       | Гурт     | Тираж, штук |
| ------------ | ---------- | ------- | ----------- | ------------------------- | -------- | ----------- |
| 2            | нейзильбер | 12,8    | 31,0        | спеціальний анциркулейтед | рифлений | 30 000      |

### Аверс
На аверсі монети зображено: угорі малий Державний Герб України та напис півколом — «НАЦІОНАЛЬНИЙ БАНК УКРАЇНИ», панораму міста Лондона, на тлі якої ліворуч — паралімпійський факел, праворуч та ліворуч від якого — стилізований декор; праворуч розміщено написи ЛОНДОН, унизу — «2 ГРИВНІ/2012», а також — логотип Монетного двору Національного банку України.

### Реверс
На реверсі монети на дзеркальному тлі зображено лучника-паралімпійця, над яким — емблема паралімпійського руху в Україні та праворуч півколом розміщено на матовому тлі напис «XIV ПАРАЛІМПІЙСЬКІ ІГРИ».

## Автори

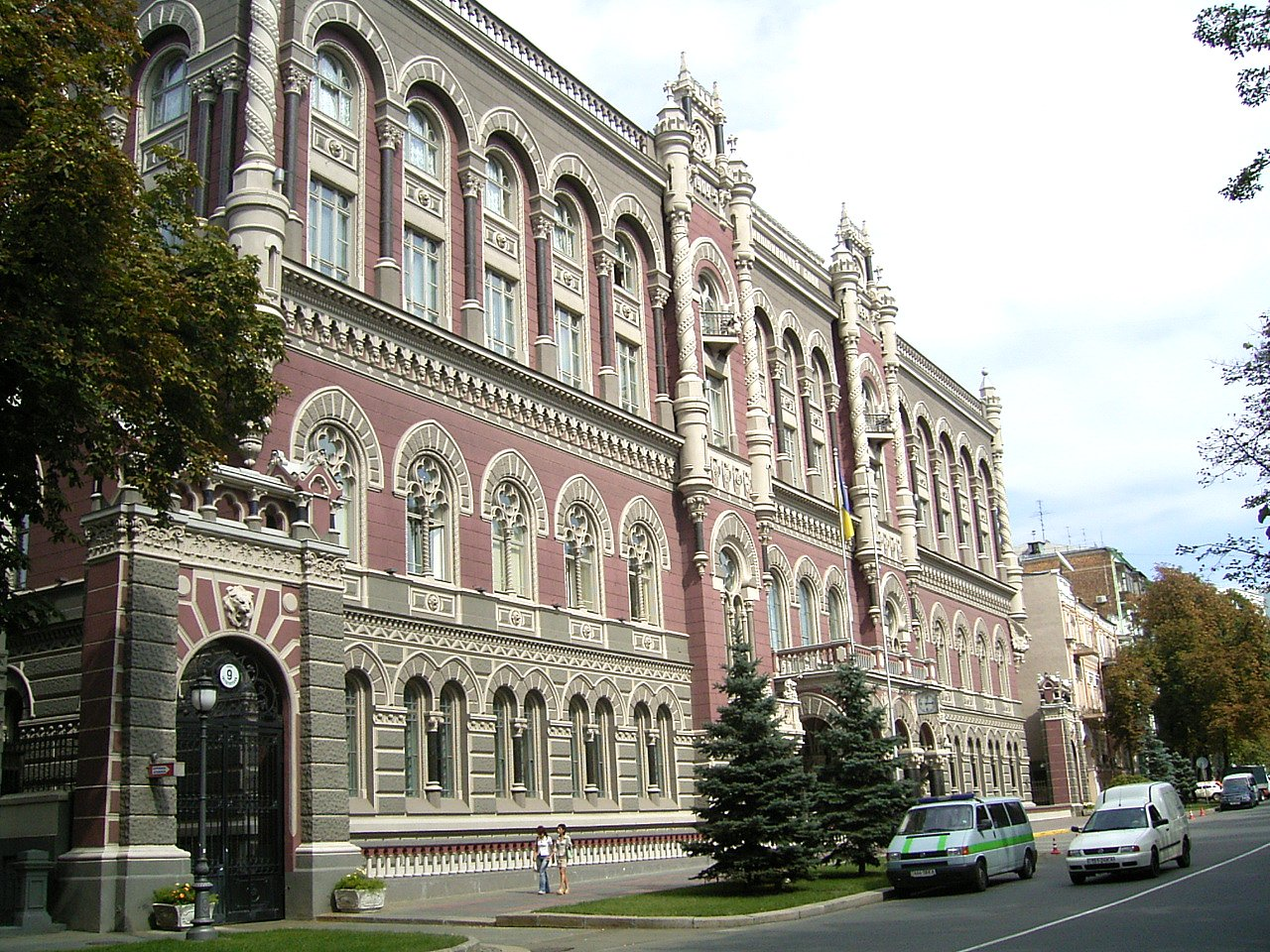
Будівля Національного банку України

- Художники: Атаманчук Володимир, Таран Володимир, Харук Олександр, Харук Сергій.
- Скульптори: Дем'яненко Анатолій, Дем'яненко Володимир.

## Вартість монети
Під час введення монети в обіг 2012 року, Національний банк України реалізовував монету через свої філії за ціною 15 гривень.
Фактична приблизна вартість монети з роками змінювалася так:
| Рік        | 2013 | 2014 | 2015 | 2016 | 2017 | 2018 | 2019 | 2020 | 2021 | 2022 | 2023 | 2024 | 2025 |
| ---------- | ---- | ---- | ---- | ---- | ---- | ---- | ---- | ---- | ---- | ---- | ---- | ---- | ---- |
| Ціна, грн. | 20   | 25   | 35   | 50   | 65   | 75   | 80   | 85   | 90   | 90   | 210  | 240  | 240  |